# US Open 2013 - Quad doppio
David Wagner e Nick Taylor erano i detentori del titolo e lo hanno difeso sconfiggendo in finale Andy Lapthorne e Lucas Sithole per 6-0, 2-6, 6-3.

## Tabellone

### Legenda
| - Q = Qualificato - WC = Wild card - LL = Lucky loser | - ALT = Alternate - SE = Special Exempt - PR = Protected Ranking | - w/o = Walkover - r = Ritirato - d = Squalificato |

### Finale
|  | Finale                       |                              |   |   |   |  |
|  |                              |                              |   |   |   |  |
|  | Nick Taylor David Wagner     | Nick Taylor David Wagner     | 6 | 2 | 6 |  |
|  | Andy Lapthorne Lucas Sithole | Andy Lapthorne Lucas Sithole | 0 | 6 | 3 |  |